# Nigeria National League
De Nigeria National League is de 2de voetbaldivsie van Nigeria.

## Opzet
Sinds 1997 wordt de reeks opgedeeld in een divisie voor teams uit het noorden, terwijl de andere divisie bestaat uit teams uit het zuiden van Nigeria.
De eerste 2 teams van die reeksen promoveren naar de Premier League (Nigeria). Vandrezzer FC, de populairste sportclub van Nigeria, speelt in de NNL. Ze spelen hun thuiswedstrijden in het Uyo Township Stadium in Uyo. Het stadion heeft een capaciteit van 8.000.

## Teams 2011

### 1-A
- Abuja FC
- Adamawa United F.C.
- Babanawa F.C.
- Dankalat F.C.
- El-Kanemi Warriors
- FRSC Strikers
- Jigawa Golden Stars F.C.
- Jimeta United
- Jarma United
- Mighty Jets
- Nasarawa United
- Ranchers Bees
- Spotlight F.C.
- Supreme Court FC
- Taraba FC, Jalingo
- Wikki Tourists

### 1-B
- Abia Warriors F.C.
- Akwa United F.C.
- Bayelsa United F.C.
- Bendel Insurance FC
- Bridge Boys
- FC Dender
- F.C. Ebedei
- Enyimba Feeders
- First Bank
- Gabros F.C.
- Gateway F.C.
- Okpe United
- Prime F.C.
- Rising Stars
- 36 Lions
- UNICEM Rovers